# Trematodon paradoxus
Trematodon paradoxus är en bladmossart som beskrevs av Hornschuch 1841. Trematodon paradoxus ingår i släktet tranmossor, och familjen Bruchiaceae. Inga underarter finns listade i Catalogue of Life.